# Hans Mueller von der Haegen
Hans Mueller von der Haegen (* 4. Juli 1929; † 11. März 2013) war ein deutscher Chemiker.

## Leben
Hans Mueller von der Haegen wurde 1929 geboren. 1964 meldete er mit dem Unternehmen Carl Roth ein Verfahren zur Herstellung von Deuterochloroform als Patent an. Er war zunächst an der Fachhochschule Flensburg tätig. Anfang 1988 erarbeitete er ein Konzept, das Grundlage für die Gründung der Fachhochschule Westküste war. Im Eröffnungsjahr 1993 war er ab Juni erster Dekan der Hochschule. Zuerst war die FH Westküste nur ein Fachbereich der FH Flensburg, wurde jedoch 1994 selbstständig. Außerdem erforschte Mueller von der Haegen am Seehof-Laboratorium, dessen Geschäftsführer er war, die Qualität von Chitosan und der Krabbenschalen, aus denen dies gewonnen wird. Für dieses Unternehmen entwickelte er ausgehend von Porphyrinderivaten ein Diagnose- und Therapieverfahren, das ebenfalls zum Patent angemeldet wurde.

## Werke
- Hans Mueller von der Haegen: Untersuchungen zur Darstellung von hochnitrierten monomeren und polymeren β-Nitrostyrolen. 1958.